# Montappone
Montappone es una comune italiana de la provincia de Fermo, región de las Marcas. Tiene una población estimada, a fines de octubre de 2021, de 1588 habitantes.

## Evolución demográfica
| Gráfica de evolución demográfica de Montappone entre 1861 y 2021 |
|                                                                  |
| Fuente ISTAT - elaboración gráfica de Wikipedia                  |